# Gefecht bei Reims
Frühjahrsfeldzug 1813
Lüneburg – Möckern – Halle – Großgörschen – Gersdorf – Bautzen – Reichenbach – Nettelnburg – Haynau – Halberstadt – Luckau
Herbstfeldzug 1813

Großbeeren – Katzbach – Dresden – Hagelberg – Kulm – Dennewitz – Göhrde – Altenburg – Wittenberg – Wartenburg – Liebertwolkwitz – Leipzig – Torgau – Hanau – Hochheim – Danzig
Winterfeldzug 1814

Épinal – Colombey – Brienne – La Rothière – Champaubert – Montmirail – Château-Thierry – Vauchamps – Mormant – Montereau – Bar-sur-Aube – Soissons – Craonne – Laon – Reims – Arcis-sur-Aube – Fère-Champenoise – Saint-Dizier – Claye –  Paris
Sommerfeldzug von 1815

Quatre-Bras – Ligny – Waterloo – Wavre – Paris
Das Gefecht bei Reims fand am 13. März 1814 während des Winderfeldzuges 1814 der Befreiungskriege statt. An diesem Tage griff eine französische Armee unter Napoleon Bonaparte ein preußisch-russisches Korps unter dem Kommando von General Saint-Priest vor den Toren von Reims an. Das Korps der Koalitionstruppen wurde von den französischen Truppen in kurzer Zeit aufgerieben und ging fast vollständig verloren. General Saint-Priest wurde in dem Gefecht tödlich verwundet.
Dies war der letzte eindrucksvolle und überzeugende Sieg Napoleons im Jahr 1814, der insbesondere bei der Führung der Böhmischen Armee einige Irritationen und Besorgnisse auslöste.

## Vorgeschichte

### Napoleon in Soissons
Am späten Nachmittag des 10. März 1814 hatte sich Napoleon mit seinen Truppen von Laon nach Soissons zurückgezogen, wo er um 3:30 Uhr am frühen Morgen des 11. März 1814 eintraf. Ohne weitere Nachtruhe begab sich Napoleon sofort daran, seine Truppen ebenso wie die Verteidigung von Soissons neu zu ordnen. Den ganzen Tag des 12. März 1814 widmete er sich diesen Aufgaben.
In Soissons waren einige Verstärkungen eingetroffen: 2.400 Mann Kavallerie aus Versailles, 1.000 Mann Infanterie, polnische Veteranen, die schon zuvor bei der Verteidigung Soissons mitgewirkt hatten, und einige Artillerie, die in der Mehrzahl umgehend nach Fismes zum Korps von Marschall Marmont weiter gesandt wurde, um dessen Verluste vom 9. März 1814 auszugleichen.
Die Einheiten derjenigen Kommandeure, die durch Verwundung ausgefallen waren, wurden nun aufgelöst und anderen Einheiten zugeschlagen. So umfasste das Korps von Marschall Mortier nach der Neugliederung drei Divisionen von insgesamt 8.500 Mann unter den Generalen Charpentier, Curial und Christiani und 600 Mann Kavallerie. Marschall Neys Korps umfasste die Gardes d’Honneur von 800 Mann, die spanische Brigade von 2.250 Mann, die nun von General Rousseau befehligt wurde, und eine weitere Division von 2.900 Mann unter dem Kommando von General Janssen. Unter dem Befehl von General Belliard wurde ein neues Kavallerie Korps aufgestellt, mit Roussels Dragonern von 1.880 Reitern und weiteren 1.800 Kavalleristen. Napoleon selbst befehligte die erste Division der Alten Garde unter General Friant und die Reserve Artillerie unter General Drouot mit insgesamt 6.800 Mann, sowie die Gardekavallerie mit 4200 Reitern unter den Kommandeuren Colbert, Exelmans und Letort. Kommandierender General der gesamten Gardekavallerie wurde Sebastiani, der von der Seine herauf gekommen war und in Soissons zu Napoleon stieß. Unter Napoleons persönlichem Kommando standen noch weitere 1.500 Mann Kavallerie und eine Division der Jungen Garde unter General Henrion mit 3.000 Mann. Durch die erheblichen Verluste, die die Franzosen seit dem 7. März 1814 erlitten hatten, waren die Divisionsstärken stark zurückgegangen.
| Einheit              | Kommandant          | Korps-Kommandant   | Truppenstärke |
| -------------------- | ------------------- | ------------------ | ------------- |
| Division Alte Garde  | General Friant      | Napoleon Bonaparte | 6.800         |
| Division Junge Garde | General Henrion     | Napoleon Bonaparte | 3.000         |
| Garde Kavallerie     | General Sebastiani  | Napoleon Bonaparte | 4.200         |
| Infanterie-Division  | General Charpentier | Marschall Mortier  | unbekannt     |
| Infanterie-Division  | General Curial      | Marschall Mortier  | unbekannt     |
| Infanterie-Division  | General Christiani  | Marschall Mortier  | unbekannt     |
| leichte Kavallerie   | General Grouvelle   | Marschall Mortier  | 800           |
| Gardes d'Honneur     | General Defrance    | Marschall Ney      | 800           |
| Spanische Brigade    | General Rousseau    | Marschall Ney      | 2.250         |
| Infanterie-Division  | General Janssen     | Marschall Ney      | 2.900         |
| Dragoner             | General Roussel     | General Belliard   | 1.800         |
| gemischte Kavallerie | General Berckheim   | General Belliard   | 1.800         |
| Infanterie-Division  | General Ricard      | Marschall Marmont  | unbekannt     |
| Infanterie-Division  | General Lagrange    | Marschall Marmont  | unbekannt     |
| Infanterie-Division  | General Arrighi     | Marschall Marmont  | unbekannt     |
| Kavallerie           | General Bordesoulle | Marschall Marmont  | 1.800         |

Noch am 12. März 1814 erfuhr Napoleon, dass die Stadt Reims, die bis dahin eine kleine französische Besatzung unter General Corbineau hatte, von russischen und preußischen Truppen unter dem Befehl von General Saint-Priest besetzt worden war. Die französische Besatzung war nach Westen geflohen und General Corbineau selbst war verschollen. Am Abend des 12. März 1814 um 18:00 Uhr sandte Napoleon einen Kurier an das Korps von Marschall Marmont in Fismes mit dem Befehl unverzüglich mit Tagesanbruch des 13. März 1814 auf Reims zu marschieren. Bereits am selben Abend des 12. März 1814 brachen Marschall Ney mit seinem Korps, die Division der Alten Garde, die Gardekavallerie und die Reserve Artillerie von Soissons nach Reims auf. Napoleon selbst verließ Soissons mit Tagesanbruch des 13. März 1814, um seinen Truppen nach Reims zu folgen.
Die Entfernung von Soissons nach Reims beträgt 60 km, die Entfernung von Fismes nach Reims 30 km.

### Die Bewegungen der russisch-preußischen Truppen unter Saint-Priest
Die russischen Truppen unter dem Befehl von General Saint-Priest gehörten zum Korps Langeron. Nach dem Übergang über den Rhein in den ersten Januartagen 1814 waren sie zuerst von Koblenz die Mosel hinaufgerückt, später aber zur Blockade der Festung Mainz herangezogen worden. Erst am 15. Februar 1814 konnte General Saint-Priest mit drei Infanterie- und einem Kavallerieregiment nach Nancy marschieren. Von dort bewegten sich seine Truppen nach Châlons-en-Champagne. Am 28. Februar 1814 erreichte General Saint-Priest ein Befehl des Feldmarschalls Blücher, der ihm preußischen Landwehrtruppen des Generalmajors Jagow von ungefähr 6000 Mann unterstellte und ihn weiterhin anwies, fünf in Mainz zurückgelassene Regimenter heranzuziehen und mit seinen Truppen die Verbindung zwischen der Böhmischen und der Schlesischen Armee zu sichern. Um diese Aufgabe zu erfüllen, ordnete General Saint-Priest an, dass die preußischen Truppen Vitry und Saint-Dizier zu besetzen hätten.
Als die Stadt Reims am 5. März 1814 wieder von napoleonischen Truppen besetzt wurde, zog Saint-Priest zunächst die Hälfte der preußischen Truppen mit seinen russischen Truppen bei Châlon zusammen und marschierte mit diesen am 7. März 1814 gegen Reims. Am 8. März 1814 befahl Saint-Priest einen ersten unentschlossenen Angriff auf Reims, bei dem seine Truppen von Tettenborns Kosaken unterstützt wurden. Dieser erste Angriff hatte keinen Erfolg. Daraufhin zog Saint-Priest auch die restlichen preußischen Truppen heran, die am 11. März eintrafen. Am gleichen Tage trafen auch die letzten fünf russischen Regimenter aus Mainz ein und nahmen Stellung bei Beaumont südöstlich von Reims. Saint-Priest verfügte nun über 14–15.000 Mann, zu zwei Dritteln Russen und zu einem Drittel Preußen. Er befahl einen weiteren Angriff auf die Stadt Reims für den folgenden 12. März 1814, 5:00 Uhr morgens.

### Die Einnahme von Reims durch die russisch-preußischen Truppen unter Saint-Priest am 12. März 1814

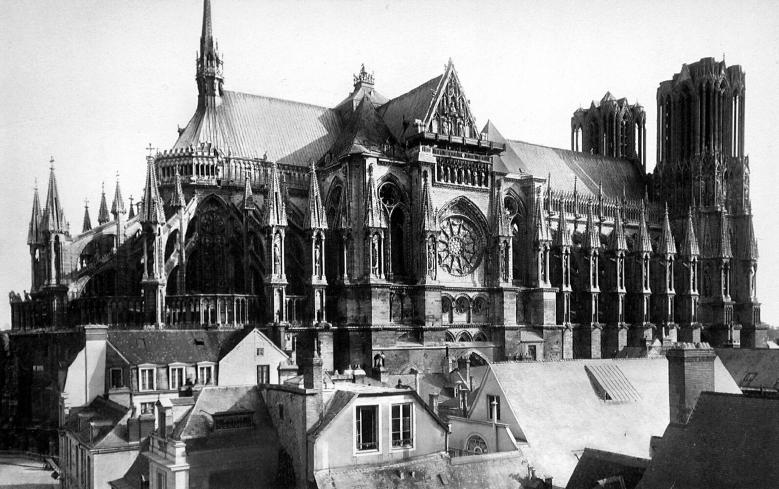
Die Kathedrale von Reims,
Aufnahme aus dem Jahre 1914

Am 12. März 1814 wurde Reims von drei französischen Infanteriebataillonen, 100 Reitern und 50 Gendarmen verteidigt. Hinzu kamen etwa 1000 Männer aus der Stadt Reims, die zur Nationalgarde herangezogen worden waren. Diese kleine Truppe stand unter dem Befehl des Generals Corbineau. Letzterer hatte bereits am Vortage, den 11. März 1814, ein Hilfegesuch nach Soissons an Napoleon gesandt und um Unterstützung gegen die heranrückenden feindlichen Truppen gebeten.
Der Angriff der russisch-preußischen Truppen sollte durch drei voneinander getrennt operierende Kolonnen erfolgen. Zwei der Kolonnen bestanden im Wesentlichen aus russischen Mannschaften, die dritte aus Preußen. Die Letztere sollte am frühen Morgen einen Scheinangriff von Westen her gegen Reims ausführen. Dazu sammelte General Jagow seine Männer um 5:00 Uhr früh bei dem Dorf Cormontreuil ganz nahe am Pariser Stadttor von Reims. Kurz darauf ließ Jagow dieses Tor von Artillerie beschießen und anschließend von zwei Bataillons pommerscher Landwehr stürmen. Bereits nach einer Stunde drangen die Preußen in die Stadt ein und besetzten deren Tore und den Marktplatz. Die französischen Verteidiger flohen nach Norden oder Westen aus der Stadt, verbargen sich in deren Häuser oder gerieten in Gefangenschaft. Als die russischen Kolonnen, die sich in der Nacht verirrt hatten, vor Reims eintrafen, war die Stadt von den Preußen bereits besetzt.
800 Reiter der französischen Gardes d'Honneur, die Napoleon auf den ersten Hilferuf des Generals Corbineau allen seinen Truppen vorausgeschickt hatte, hörten die Artillerie und eilten herbei um die Verteidiger der Stadt zu unterstützen. Sie wurden jedoch auf der Höhe von La Neuvilette durch zahlenmäßig überlegene russische Dragoner zurückgeworfen und mussten sich in eine Wartestellung im Westen zurückziehen. Ihr Eingreifen ermöglichte es aber denjenigen Franzosen, die sich zunächst zur Flucht nach Norden gewandt hatten, nach Westen über die Brücke bei St. Brice zu entkommen und sich später mit den Truppen Napoleons zu vereinen.
Nach der Einnahme von Reims traf General Saint-Priest folgende Anordnungen: die russischen Truppen sollten in Reims Quartier nehmen, die preußischen in den westwärts vor der Stadt liegenden Dörfern. General Jagow kommandierte zu diesem Zeitpunkt 12 preußische Bataillone, die er in folgender Weise auf die Dörfer vor Reims verteilte: zwei in Rosnay, eines in Muizon an der Vesle, drei Bataillone in Gueux und Thillois, zwei nach Bezannes, eines nach Ormes, und eines nach Cormontreuil. Das letzte Bataillon wurde nach Sillery gesandt. Saint-Priest ordnete weiter an, am nächsten Tage zwei Gottesdienste abzuhalten: einen für die russischen Truppen in der Kathedrale von Reims, einen für die preußischen Truppen außerhalb der Stadt.
Saint-Priest hatte von der Schlesischen Armee Nachricht erhalten vom Ausgang der Schlacht bei Laon. Es war ihm mitgeteilt worden, die Koalitions-Truppen hätten einen großen Sieg erstritten und Napoleon befände sich auf einem fluchtartigen Rückzug. Saint-Priest sandte Kuriere aus, die diese Nachricht so in das Hauptquartier der böhmischen Armee im Süden weiter trugen. Er selbst war von der Richtigkeit dieser Nachricht vollkommen überzeugt und glaubte fest daran, dass von den napoleonischen Truppen bei Soissons für ihn keine Gefahr ausginge.

## Das Gefechtsfeld

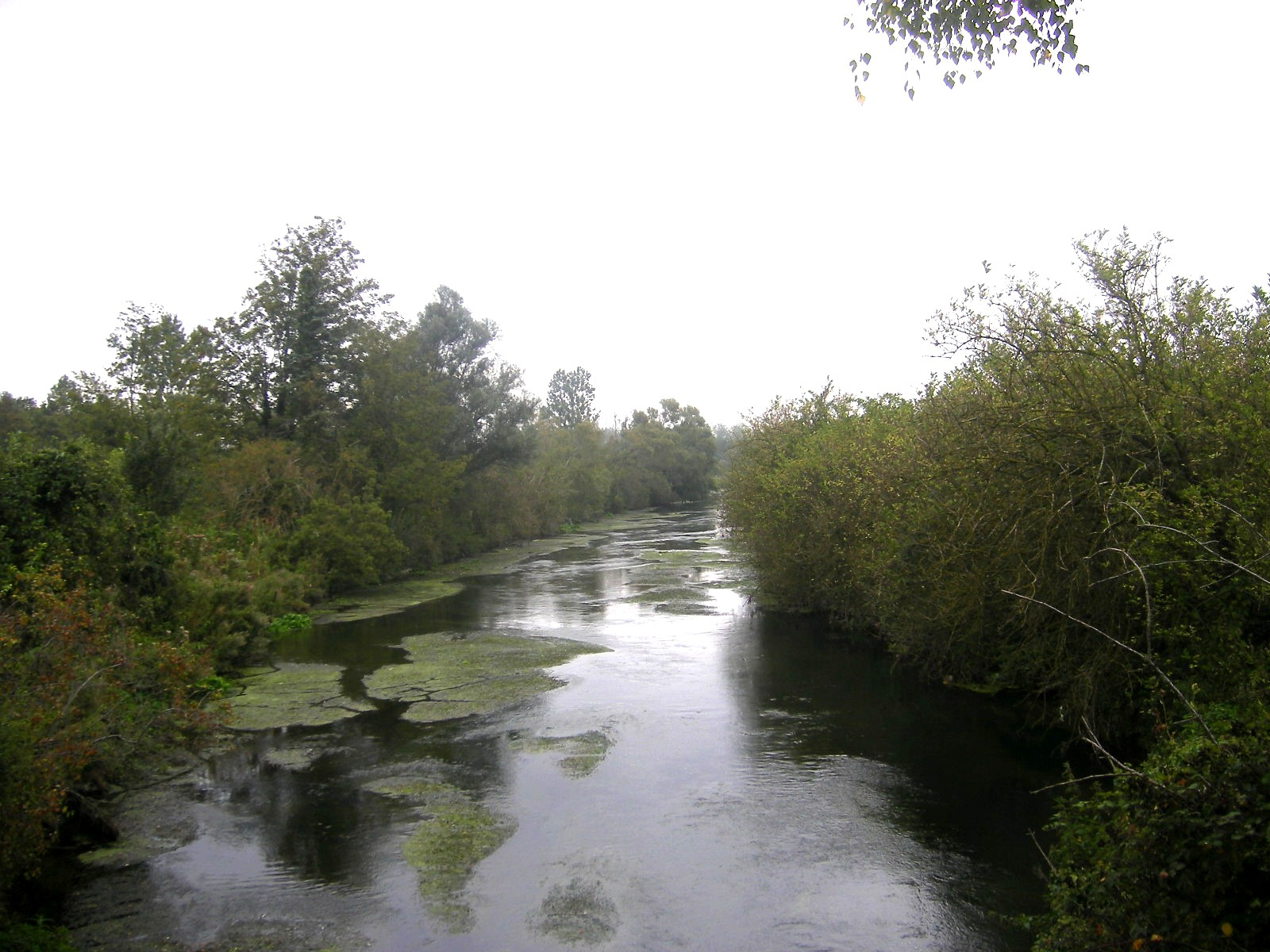
Die Vesle unterhalb von Reims

Die Stadt Reims liegt östlich des kleinen Flusses Vesle auf einer Anhöhe. Reims hatte im Jahre 1814 30.000 Einwohner und war damit vier bis fünfmal so groß wie die Städte Laon und Soissons. Reims war von alters her durch eine starke Stadtmauer bewehrt. Diese bestand im Jahre 1814 in ihren wesentlichen Teilen noch, nur im Westen entlang des Flusses war sie niedergerissen worden und es war dort für die Bürger von Reims eine Uferpromenade angelegt worden. Die Brücke über die Vesle führte direkt zum Pariser Tor der Stadt, das stark befestigt war und gut verteidigt werden konnte. Auch der Fluss erschwerte den Zugang zur Stadt von Westen: zwar war er nicht bedeutend, aber in ein tiefes Flussbett mit Steilufern eingebettet. Alle Gefechte fanden westlich von Reims oder nördlich entlang der Straße nach Berry-au-Bac statt.

## Die Ankunft der französischen Truppen vor Reims am 13. März 1814
In den Morgenstunden des 13. März 1814 näherte sich zunächst das Korps von Marschall Marmont der Stadt Reims. Bei dem Dorfe Rosnay und dem Ort Jonchery traf die französische Kavallerie zum ersten Mal auf feindliche Reiter, die sich sofort zurückzogen. Als General Jagow vom Erscheinen der Franzosen Meldung erhielt, befahl er sofort, dass sich die Bataillone in Rosnay und Muizon auf Reims zurückziehen sollten. Sein Befehl kam aber nicht mehr rechtzeitig nach Rosnay. Die beiden Bataillone preußischer Landwehr dort frühstückten gerade, als die französischen Truppen den Ort erreichten. Ein Teil von ihnen wurde sofort niedergemacht oder gefangen genommen, einem anderen gelang es, sich im Karree bis zu dem Dorf Ormes durchzuschlagen und dort hinter den Mauern eines Friedhofs Deckung zu finden. Sie wehrten sich, bis eine ganze Infanterie Divisionen des Korps Marmont heranrückte, ergaben sich dann und gingen in Gefangenschaft. Als die gefangenen Preußen auf der Straße nach Fismes nach Westen geführt wurden, begegnete ihnen Napoleon, der aus seiner Kutsche stieg, um den Marsch der Gefangenen zu betrachten.
Der preußische General Jagow selbst wurde bei Gueux von Franzosen überrascht und entkamen mit knapper Not auf einem ungesattelten Pferd. Andere preußische Truppen wurden in Thillois noch im Schlafe überrascht und mussten sich im Hemde ihrer Haut wehren. Im Laufe des Vormittags positionierten sich die Truppen des Korps Marmont westlich der Stadt Reims und warteten dort, wie es ihnen befohlen war, auf das Eintreffen Napoleons. General Saint-Priest wurde von entkommenen Preußen über das Eintreffen feindlicher Truppen informiert. Sie fanden den General beim Gottesdienst in der Kathedrale, wo sich dieser sehr belästigt zeigte von ihren Meldungen. Er glaubte keineswegs, dass es sich um eine größere Ansammlung französischer Truppen handeln könne, und begab sich erst zwischen 13:00 und 14:00 Uhr nachmittags vor das Pariser Tor, um zu sehen, was dort auf ihn zukäme. Marschall Marmont verhielt sich mit seinen Truppen nach wie vor inaktiv, aber General Saint-Priest konnte sehr wohl den Aufmarsch von Infanterie und Artillerie erkennen. Deshalb gab er den Befehl an seine Truppen, sich westlich der Stadt entlang der Höhen von Sainte Geneviève in zwei Linien aufzustellen. Der rechte Flügel lehnte sich bei Tinqueux an den Fluss Vesle an und war wie der linke durch Kavallerie gedeckt. Insgesamt waren es 22 Bataillone Infanterie, 1200 Reiter und 24 Kanonen, die in Stellung gebracht worden. Die Brücke in Sillery südlich von Reims wurde durch ein preußisches Bataillon besetzt und bewacht, es wurde aber unterlassen, die Brücke in St. Brice im Norden ebenso zu besetzen, weil sie zu dieser Zeit für unbenutzbar gehalten wurde. Durch diese Maßnahmen wurden die russisch-preußischen Truppen eingeschlossen zwischen Fluss und Stadt in ihrem Rücken und den französischen Kräften, deren Stärke sie gar nicht kannten, vor sich. Als ein gefangener Franzose aussagte, Napoleon persönlich würde erwartet, wurde Saint-Priest von einem seiner Generale gefragt, wo nun die eigene Rückzugslinie verlaufe. Er antwortete herablassend: 

„Warum sollten wir am Rückzug denken, solange wir noch leben!“

## Das Gefecht vor Reims
Gegen 4:00 Uhr nachmittags am 13. März 1814 traf Napoleon vor Reims ein. Im Anblick der ungünstigen russisch-preußischen Stellung äußerte er die Bemerkung: 

„Die Damen von Reims werden ein ungemütliches Viertelstündchen haben“

 Dann ordnete er den frontalen Angriff des Korps Marmont gegen die feindliche Stellung an, deren beide Flanken zusätzlich von Kavallerie attackiert wurden, insbesondere der linke, südliche, gegen die Napoleon 8000 Reiter vorgehen ließ. Die Franzosen brachten 40 Geschütze zum Einsatz. Durch den forcierten französischen Angriff gerieten die russisch-preußischen Truppen sofort in Bedrängnis, und Saint-Priest begann die ersten Befehle zum Rückzug auszugeben: Er ordnete an, dass die zweite Line sich durch das Pariser Tor und dann auf der Straße nach Berry-au-Bac zurückziehen solle. Die erste Linie hingegen solle diesen Teil des Rückzuges decken und den Feind aufhalten. Unmittelbar darauf wurde General Saint-Priest die rechte Schulter durch einen Granatsplitter zerschmettert und er fiel als kommandierender General aus. Ohne unmittelbare Führung gerieten seine Truppen noch stärker in Unordnung.

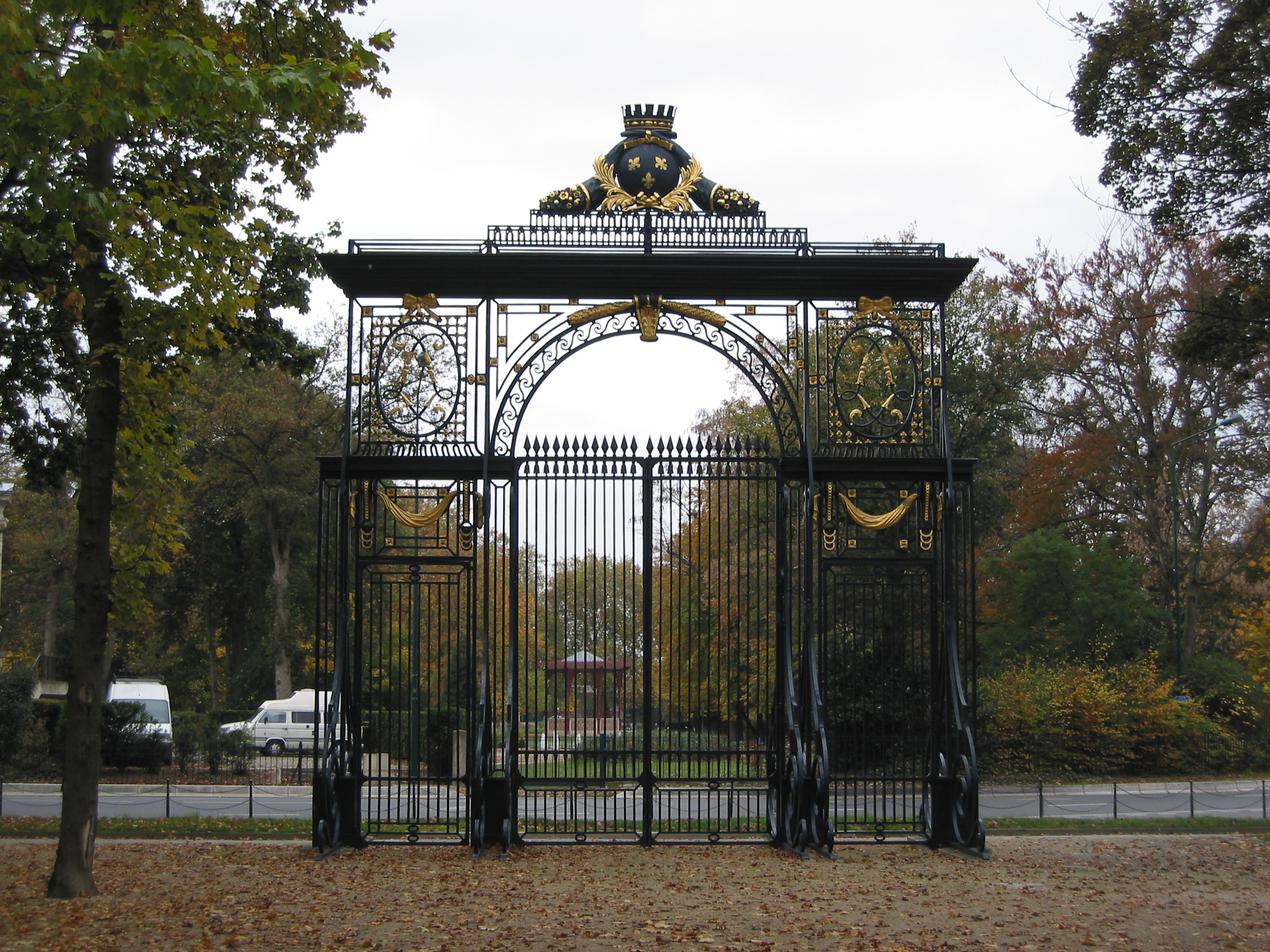
Das „Pariser Tor“ von heute hat wenig gemeinsam mit dem stark befestigten Stadttor des Jahres 1814

Einem russischen Regiment gelang es immerhin, den verwundeten Saint-Priest im Schutze eines Karree und unter energischer Abwehr französischer Angriffe zum Pariser Tor von Reims zu bringen, von wo er später zunächst in die Stadt in Sicherheit gebracht werden konnte. Die französische Kavallerie unternahm während dieser Zeit wiederholte heftige Attacken und es gelang einzelnen Schwadron bis zum Fluss und der Stadtmauer von Reims vorzustoßen. Gleichzeitig bemühten sich die preußischen und russischen Verbände, durch das einzige zur Verfügung stehende Tor der Stadt, dem Pariser Tor, in vorläufige Sicherheit zu gelangen, wobei sie starke Verluste erlitten. Das Gedränge auf der Brücke über die Vesle, vor dem Stadttor und in der Stadt nahm von Minute zu Minute zu und die Straßen waren bald vollständig verstopft. Viele preußische Kavalleristen ließen ihre Pferde einfach vor dem Stadttor stehen, um zu Fuß durch die Stadt zu entkommen. Ihre Pferde wurden am nächsten Morgen von den Franzosen eingefangen.
Später konnte das stark befestigte Pariser Tor geschlossen werden und wurde dann von fünf russischen Regimentern verteidigt, während der Rest der russisch-preußischen Truppen durch die Stadt hindurch zog und versuchte, auf der Straße nach Barry-au-Bac zu entkommen. Den Franzosen gelang es bis Mitternacht nicht, das Pariser Tor zu erobern, da russische Scharfschützen von der Stadtmauer herab den französischen Truppen, insbesondere deren Artilleristen, nennenswerte Verluste zuzufügen. Nach Mitternacht konnten die ersten Franzosen in die Stadt eindringen, wo die Gefechte bis 2:00 Uhr morgens anhielten. Erst dann war es Napoleon möglich, selbst die Stadt zu betreten, von deren Bürgern er in dieser Nacht begeistert begrüßt wurde. Zu dieser Zeit kam auch die alte Besatzung von Reims wieder hervor, soweit sie sich in den Häusern versteckt hatte, darunter auch der zwischenzeitlich verschollene General Corbineau.
Früher bereits war es den Franzosen gelungen, sich der Brücke in St. Brice nordwestlich von Reims zu bemächtigen und sie kurzfristig wieder in Stand zu setzen. Polnische Ulanen und die Kavalleriedivision Excelmans überschritten dort die Vesle und drangen auf die russischen und preußischen Truppen ein, die entlang der Straße nach Barry-au-Bac auf dem Rückzug waren. Diese wurden auseinandergetrieben und nicht wenige von ihnen gezwungen, ihre Flucht nach Nord- oder Süd-Osten fortzusetzen. Viele von diesen gingen noch verloren, weil die Wälder nördlich der Marne von bewaffnetem Landvolk besetzt waren, die jeden feindlichen Kämpfer, dessen sie habhaft wurden, füsilierten. Von denjenigen, die ihre Flucht nach Norden fortsetzen konnten, darunter auch General Jagow, erreichten die ersten Barry-au-Bac um 5:00 Uhr am nächsten Morgen; Diejenigen hingegen, die weiter nach Osten abgedrängt worden waren, erreichten die Aisne erst später in Neufchâtel-sur-Aisne östlich von Barry-au-Bac.
General Saint-Priest wurde von seinen treuesten Russen nach Laon gebracht, wo er 16 Tage später verstarb und in der Kathedrale beigesetzt wurde.
Auf Seite der Franzosen waren während des ganzen Gefechtes nur 4000 Mann Infanterie und 4000 Reiter tatsächlich zum Einsatz gekommen. Diese hatten genügt, um über 14.000 Russen und Preußen aus Reims zu vertreiben.

## Die Tage danach
Napoleon blieb drei Tage, am 14., 15. und 16. März 1814 in Reims und nutzte die Zeit, um seine Truppen weiter zu ordnen. Am ersten Tage ordnete er an, dass Marschall Marmont mit seinen Truppen die flüchtenden Russen und Preußen nach Norden, in der Richtung auf Barry-au-Bac verfolgen solle, Marschall Ney aber die Flüchtenden entlang den Straßen nach Châlon und Epernay zu verfolgen hätte. Während Marschall Ney bald Châlon, dessen russische Besatzung sich ohne Widerstand zu leisten nach Vitry zurückzog, erreichte und besetzte, traf Marmont bei Barry-au-Bac auf starke preußische Truppen.

### Das Gefecht bei Barry-au-Bac am 14. März 1814
Der Ort Barry-au-Bac liegt fast vollständig nördlich der Aisne, nur wenige Häuser südlich des Flusses. Dort an der Straße nach Reims hatte sich ein Posten preußische Husaren mit 60 Reitern positioniert. Gegen Mittag des 14. März 1814 bemerkten sie das Herannahen eines größeren französischen Kavalleriekontingents. Sie meldeten dies umgehend an die preußische Kavallerie, die nördlich der Aisne bei Barry-au-Bac und auch bei Neufchâtel-sur-Aisne stand. Nun war die Situation so, dass die beschädigte Brücke in Barry-au-Bac nur behelfsmäßig in Stand gesetzt worden war und von den Reitern der Kavallerie nur einzelnen passiert werden konnte, wobei diese ihre Pferde am Zügel führen mussten. So gelang es zunächst nur, einzelne Escadron zur Verstärkung über den Fluss zu bringen. Drei Eskadron Leibhusaren waren noch unterwegs südlich der Aisne auf der Straße nach Fismes. Im Verlaufe der nächsten Stunde sammelten sich 10 Schwadron französischer Kavallerie südlich der Aisne vor Barry-au-Bac. Den zahlenmäßig unterlegenen preußischen Reitern gelang es aber, durch geschickte und fintenreiche Manöver die Oberhand zu behalten, 200 Gefangene, darunter viele Verletzte, zu machen und die Franzosen weit nach Süden zurückzutreiben. Von dort aber rückte eine ganze Infanteriedivisionen des Korps Marmont heran und zwang die preußischen Kavalleristen durch ihr Erscheinen, wieder Mann für Mann über die Aisne zurückzugehen. Noch vor Abend besetzte die französische Infanterie und Artillerie das südliche Ufer der Aisne und begann Barry-au-Bac zu beschießen, worauf bald große Teile des Ortes in Flammen aufgingen. Bis zum nächsten Morgen lag fast der ganze Ort in Asche. Die Preußen wurden durch das Feuer gezwungen, Barry-au-Bac zu verlassen, was es den Franzosen ermöglichte, sich am nächsten Tage der Brücke zu bemächtigen und dort Sprengminen anzubringen. Bei ihrem Abzug wenige Tage später zerstörten sie diese Brücke dann völlig.
Marschall Marmont erschien noch im Laufe des Tages bei seinen Truppen vor Barry-au-Bac und nahm sein Hauptquartier in Cormicy.

### Das Gefecht von Epernay am 15. März 1814
Am Vormittag bis 15. März 1814 marschierten französische Truppen auf der Straße von Reims nach Epernay in das Tal der Marne hinab. In Epernay lagen einige Kosakenpulks unter dem Kommando von General Tettenborn und zwei Escadron preußischer Landwehr. Insgesamt 300 Franzosen in Begleitung von drei Schwadron Kavallerie näherten sich der Marnebrücke in Epernay. Zwei Kosakenpulks griffen diese noch nördlich der Marne an, vertrieben die französischen Reiter und nahmen die Infanteristen gefangen. Zur gleichen Zeit wurde die Marnebrücke durch eine versehentliche Sprengung schwer beschädigt. Nur mit Mühe gelangten die Kosaken wieder auf das südliche Ufer. Dort brachten sie die einzigen beiden Geschütze, über die sie verfügten, in Stellung und verteidigten die Reste der Brücke gegen die bald massenhaft heranziehenden Franzosen so lange, bis deren Artillerie sie vom Ufer der Marne vertrieb. Ohne weitere Verluste zogen sich Kosaken und preußische Landwehr nach Südosten zurück, wobei sie Châlon, das von Marschall Ney und seinen Truppen besetzt war, vermieden. Aber bereits am 19. März 1814 waren es dieselben Kosaken, die am Morgen vor den verschlossenen Toren von Châlon erschienen und sich mit Gewalt Zugang zur Stadt verschafften. Die Stadt war am 18. März 1814 von den französischen Truppen Neys verlassen worden, die sich weiter im Süden an der Aube mit den von Napoleon geführten Truppen wieder vereinten.

### Die Bewegungen der von Napoleon geführten Truppen vom 17. bis 19. März 1814
Während der drei Tage, die Napoleon in Reims verbrachte, trafen von den lothringischen Festungen Verstärkungen ein, die überwiegend in die Korps der Marschalle Marmont und Mortier eingegliedert wurden. Zusätzlich trafen einige tausend Männer der Nationalgarde aus der umliegenden Region in Reims ein, die teilweise Verwendung fanden, teilweise aber wieder nach Hause geschickt werden mussten, da nicht genügend Gewehre zu ihrer Bewaffnung zur Verfügung standen. Napoleon verließ Reims am 17. März 1814 mit nicht mehr als 10.000 Mann Infanterie und 6000 Reitern und erreichte an diesem Tage Epernay, wo er die Nacht verbrachte. Am nächsten Tag erreichte er Fère-Champenoise, und am 19. März 1814 Plancy an der Aube.

### Das Gefecht vor Barry-au-Bac und Pontavert am 18. März 1814
Als im Hauptquartier der schlesischen Armee im Verlaufe des 17. März 1814 bekannt wurde, dass Napoleon Reims nach Süden verlassen hatte, fasste man den Mut, die preußischen Korps unter York und Kleist zur Einnahme von Barry-au-Bac vor zu senden. Gleichzeitig sollte Reiterei des russischen Korps Wintzingerode bei Asfeld die Aisne überschreiten und die französischen Truppen des Korps Marmont, die das Südufer der Aisne beherrschten, von Osten bedrängen.
Die Einnahme von Barry-au-Bac fiel den Preußen keineswegs leicht. Weil das Südufer des Flusses höher lag als das Nordufer, konnte die dort vorteilhaft positionierte französische Artillerie die Preußen vom Nordufer fernhalten.
General Kleist sandte noch in der Nacht auf den 18. März 1814 zwei Bataillone und eine Pioniereinheit nach Pontavert westlich von Barry-au-Bac, um dort wieder eine Brücke über die Aisne zu errichten. Die alte Holzbrücke, die dort einmal gestanden hatte, war verbrannt worden und konnte nicht wiederhergestellt werden. Die Pioniere fanden jedoch keinerlei Baumaterialien für eine Brücke vor. Die einzige Lösung bestand darin, die umliegenden Häuser abzudecken, und das Holz der Dachstühle zu plündern. Die Fortschritte beim Brückenbau waren aber langsam, und als am 18. März 1814 um 10:30 Uhr französische Artillerie sechs Geschütze verdeckt am Südufer in Position brachte und die Pioniere beim Brückenbau beschossen, konnte dieser nicht fortgesetzt werden. Französische Scharfschützen, die sich gleichzeitig am Südufer festsetzten, verhinderten zudem jede Annäherung an die Baustelle.
Den Preußen blieb keine Wahl, als auf das Erscheinen der russischen Kosaken unter ihrem Anführer Tschernyschow zu warten. Diese erschienen aber erst am fortgeschrittenen Nachmittag: Da die Franzosen in der Nacht zuvor die Brücke in Asfeld zerstört hatten, mussten die Kosaken noch weiter nach Osten bis Balham ausweichen, bevor sie einen Übergang über die Aisne fanden. Das Erscheinen der Kosaken aber war für Marschall Marmont das Zeichen zum Rückzug. Es war ihm klar gewesen, dass er sich gegen die Masse der schlesischen Armee, die er seit drei Tagen am Nordufer der Aisne beobachtete, nicht würde lange halten können. Er zog sich mit seinen Truppen über Roucy nach Fismes zurück und bezog eine günstige Stellung südlich des Ortes auf einem Höhenzug namens Mont-Saint-Martin. Zuvor zündeten die Franzosen noch die von ihnen gelegten Sprengminen an den Resten der Brücke in Barry-au-Bac, so dass das preußische Korps unter York, das wie alle preußischen Korps über keine Pontonbrücke verfügte, warten musste, bis diejenige des russischen Korps Langeron herangeschafft war. Sie traf am Abend ein, und die Brücke wurde bis zum Morgen des nächsten Tages fertiggestellt.
Das preußische Korps unter Kleist konnte die Aisne dann endlich überschreiten, als seine Pioniere die Brücke in Pontavert am Abend fertiggestellt hatten. Nur die Husaren hatten unter Tage eine flache Furt durch die Aisne gefunden, die ihre Pferde durchwaten konnten, ohne dass man in der winterlichen Kälte Schaden für die Tiere befürchten musste. Sie verfolgten die Franzosen, nahmen einige Männer der Nachhut gefangen und wurden vor Fismes von heftigem Artilleriefeuer wieder zurückgetrieben. Blücher verlegte am Abend sein Hauptquartier nach Corbeny.

### Die Bewegungen der russischen Korps der schlesischen Armee bis zum 23. März 1814
Während sich die Korps der schlesischen Armee bis zum 18. März 1814 nur wenig bewegt hatten, ordneten Blücher und sein Generalstab für den 19. März 1814 wieder die ersten größeren Bewegungen an: das Korps Wintzingerode wurde beauftragt, nach dem preußischen Korps Yorck bei Barry-au-Bac die Aisne zu überschreiten und dann auf Reims zu marschieren. Der Kavallerie wurde anheimgestellt, denselben Übergang zu benutzen oder die Brücke in Asfeld für ihre Zwecke wiederherzustellen. Letzteres wurde auch in die Tat umgesetzt und Reims, das bis zum Abend von allen französischen Truppen verlassen worden war, wieder besetzt. Die beiden anderen russischen Korps Sacken und Langeron rückten nach, das Korps Sacken bis Pontavert und das Korps Langeron bis Barry-au-Bac. Blücher selbst verlegte sein Hauptquartier nach Barry-au-Bac.
Der 20. März 1814 verging wieder mit Brücken bauen: Das Korps Sacken versetzte die Pontonbrücke bei Barry-au-Bac an eine Stelle westlich von Pontavert und das Korps Langeron baute eine neue Behelfsbrücke bei Barry-au-Bac. Das Korps Wintzingerode hielt Reims besetzt und schob seine Vorhut über Châlon bis nach Vatry südlich von Châlon vor. Das preußische Korps Bülow, das bis dahin die Rückzugslinie bei Laon gedeckt hatte, marschierte nach Soissons und begann mit dessen Belagerung.
Am 21. März 1814 wurde eine zweite Hilfsbrücke bei Barry-au-Bac errichtet, die russischen Korps Sacken und Langeron überschritten die Aisne und besetzten das gesamte Südufer des Flusses von Barry-au-Bac bis Soissons, wobei einzelne Truppenteile bis Fismes vorstießen.
Am 22. März 1814 besetzte das Korps Langeron die Stadt Fismes und das russische Korps Sacken stand westlich davon bis in die Gegend von Olchy. Wintzingerode stand immer noch in Reims, seine Kavallerie besetzte Epernay. Das preußische Korps Bülow schloss Soissons ein und begann die Stadt zu beschießen. Blücher verlegte sein Hauptquartier nach Fismes.
Am 23. März 1814 beschloss nun das Hauptquartier der schlesischen Armee seine russischen Truppen weiter nach Süden vorzuschieben: die Infanterie des Korps Wintzingerode marschierte nach Châlon, das Korps Langeron passierte Reims und bewegte sich auf Epernay zu, das Korps Sacken wurde über Fismes bis in die Umgebung von Reims verlegt. Blücher nahmen sein Hauptquartier in Reims.

### Die Bewegungen der französischen Korps unter den Marschällen Marmont und Mortier und ihre Verfolgung durch die preußischen Korps der schlesischen Armee
Am 17. März 1814 war das Korps des Marschall Mortier von Soissons nach Fismes gezogen. Nur eine Division unter Charpentier war bei Soissons geblieben und eine Brigade schützte Compiègne. Am 18. März 1814 war Mortier nach Reims weiter gezogen und hatte seine Truppen dort in der Richtung auf Barry-au-Bac in Stellung gebracht. Am 19. März 1814 aber marschierte das Korps Mortier über Jonchery wieder zurück nach Fismes, um sich mit dem Korps Marmont zu vereinen. Die Kavalleriedivision Belliard verließ als letzte bei anbrechender Dunkelheit Reims, nachdem ihrer Artillerie noch mehrere Stunden den heranrückenden Russen Widerstand geleistet hatte. Am selben Tage kam es noch bei Fismes südlich der Vesle zu einigen Begegnungen zwischen preußischer Kavallerie und Truppen des Korps Marmont.
Die Division Charpentier des Korps Mortier verließ Soissons und bezog ebenfalls Stellung südlich von Fismes. In Soissons blieb eine Besatzung von 3190 Mann mit 39 Geschützen zurück, die ihre Stadt an den folgenden Tagen hartnäckig verteidigte. In Compiègne blieb eine Besatzung von 620 Mann zurück.
Am 20. März 1814 traf bei den Marschallen Marmont und Mortier eine Order Napoleons ein, sie sollten sich mit ihren Truppen nach Süden bewegen, um sich mit den anderen napoleonischen Truppen zu vereinen. Am Morgen des 21. März 1814 räumten die Franzosen zunächst Fismes und später auch die Höhe von Mont-Saint-Martin. Das Gros der französischen Truppen zog nach Oulchy-le-Château, der kleinere Teil nach Fère-en-Tardenois, beide Teile weiter nach Château-Thierry an der Marne, das bereits am Abend des 21. März 1814 erreicht wurde. Die zurückgelegte Strecke über Fère-en-Tardenois betrug 43 Kilometer, über Oulchy 49 Kilometer.
Die preußischen Truppen der Korps Yorck und Kleist folgten unmittelbar: Sofort am Morgen des 21. März 1814 überquerten sie die Vesle, besetzten Fismes und verfolgten die abziehenden Franzosen. Im Verlaufe des Tages versuchte preußische Kavallerie die französischen Truppen beim Übergang über den Ourcq zu stören, was misslang. Starke französische Artillerie sicherte die Brücke über den Fluss. Die Preußen erwiderten das Artilleriefeuer, mussten aber dennoch die Franzosen abziehen lassen. Andere preußische Truppen besetzten noch am 21. März 1814 Fère-en-Tardenois.
Die französischen Korps setzten die Brücke in Château-Thierry wieder instand und marschierten am 22. März 1814 auf verschiedenen Wegen nach Südosten weiter, nachdem sie die Brücke über die Marne hinter sich wieder zerstört hatte. Am Morgen des 23. März 1814 trafen sie in Étoges wieder zusammen und bezogen östlich davon Stellungen. Dabei überrumpelten sie einen Vorposten der russischen Kosaken und nahmen 100 Gefangene.
Die preußische Vorhut besetzte am Vormittag des 22. März 1814 Château-Thierry, das von seinen Einwohnern fast völlig verlassen war. In diesen Tagen fanden die Preußen fast alle Orte nördlich der Marne verlassen vor, trafen aber hier und dort auf Heckenschützen, die ihnen einzelne Verluste zufügten. Wo immer dies vorfiel, setzten die Preußen die verlassenen Häuser und auch ganze Dörfer in Brand.
In Château-Thierry benötigten die Preußen 36 Stunden um eine Behelfsbrücke neben die zerstörte alte Steinbrücke zu setzen. Es blieb ihnen keine Alternative, da ihnen keine Pontons zur Verfügung standen. Bis nun die Hilfsbrücke fertig war, hatten sich die beiden preußischen Korps Yorck und Kleist vollzählig in und um Château-Thierry versammelt.
Blücher verlegte sein Hauptquartier am 23. März 1814 nach Châlon.

## Die wichtigsten Personen des Geschehens
- der französische Kaiser Napoléon Bonaparte
- der französische Marschall Michel Ney
- der französische Marschall Auguste Frédéric Louis Viesse de Marmont
- der französische General Jean-Baptiste Juvénal Corbineau
- der General in russischen Diensten Guillaume Emmanuel Guignard de Saint-Priest
- der russische General Gregorji Arsenjewitsch Emanuel

## Die Koordinaten der wichtigsten Orte des Geschehens
- die Stadt Soissons an der Aisne: 49° 23′ 6″ N, 3° 19′ 51″ O
- Der Ort Berry-au-Bac an der Aisne: 49° 24′ 2″ N, 3° 54′ 2″ O
- der Ort Beaumont sur Vesle südöstlich von Reims: 49° 10′ 24″ N, 4° 11′ 4″ O
- das Dorf Cormontreuil unmittelbar westlich von Reims: 49° 13′ 21″ N, 4° 2′ 31″ O
- Das Dorf Rosnay westlich von Reims: 49° 15′ 17″ N, 3° 51′ 40″ O
- Das Dorf Muizon an der Vesle: 49° 16′ 36″ N, 3° 53′ 21″ O
- Der Ort Jonchery westlich von Reims an der Vesle: 49° 17′ 22″ N, 3° 49′ 0″ O
- Das Dorf Ormes westlich von Reims: 49° 14′ 22″ N, 3° 57′ 27″ O
- Der Ort Gueux vor Reims: 49° 14′ 54″ N, 3° 54′ 29″ O
- Das Dorf Thillois bei Rheims: 49° 15′ 25″ N, 3° 57′ 10″ O
- Das Dorf Bezannes westlich vor Reims: 49° 13′ 24″ N, 3° 59′ 23″ O
- Die Brücke über die Vesle in St. Brice: 49° 15′ 29″ N, 3° 59′ 3″ O
- Die Höhe von La Neuvilette nördlich von Reims: 49° 17′ 12″ N, 4° 1′ 0″ O
- Die Höhen Sainte Geneviève südlich der Avenue de Paris: 49° 14′ 52″ N, 4° 1′ 2″ O
- Das Dorf Tinqueux westlich vor Reims: 49° 14′ 51″ N, 3° 59′ 56″ O
- Die Brücke in Sillery südlich von Reims: 49° 11′ 43″ N, 4° 7′ 54″ O
- Neufchâtel-sur-Aisne östlich von Berry-au-Bac an der Aisne: 49° 25′ 57″ N, 4° 1′ 54″ O
- Asfeld an der Aisne östlich von Berry-au-Bac: 49° 28′ 18″ N, 4° 6′ 51″ O
- Balham an der Aisne östlich von Berry-au-Bac: 49° 29′ 19″ N, 4° 9′ 47″ O
- Pontavert an der Aisne westlich von Berry-au-Bac: 49° 24′ 12″ N, 3° 49′ 13″ O
- Roucy südwestlich von Pontavert: 49° 22′ 17″ N, 3° 48′ 53″ O
- Cormicy, südlich von Berry-au-Bac: 49° 22′ 19″ N, 3° 53′ 50″ O
- Der Ort Fismes an der Vesle, auf halbem Wege zwischen Soissons und Reims: 49° 18′ 28″ N, 3° 41′ 3″ O
- Mont-Saint-Martin südwestlich von Fismes: 49° 16′ 55″ N, 3° 38′ 22″ O
- Der Übergang zwischen Coulandon und Magneux über die Vesle: 49° 18′ 42″ N, 3° 44′ 7″ O
- Oulchy-le-Château nördlich des Ourcq: 49° 12′ 17″ N, 3° 22′ 7″ O
- Fère-en-Tardenois nördlich der Marne: 49° 12′ 4″ N, 3° 30′ 48″ O
- Château-Thierry an der Marne: 49° 2′ 0″ N, 3° 24′ 0″ O